# Horseshoe Lagoon
Horseshoe Lagoon är en lagun i Korallhavsöarna i Australien. Den ligger i det atoll-liknande revet South Flinders Reef.